# John Maxwell (officier britannique)
Pour les articles homonymes, voir John Maxwell et Maxwell.
John Grenfell Maxwell (11 juillet 1859 – 20 février 1929) est un officier de l'Armée de terre britannique et un gouverneur colonial. Il participe à la guerre des Mahdistes au Soudan, à la guerre des Boers et à la Première Guerre mondiale notamment comme commandant en chef en Égypte. Il est aussi connu pour son rôle dans la répression de l'insurrection de Pâques 1916 en Irlande.

## Début de carrière
John Maxwell est né à Liverpool et fait ses études à Cheltenham avant d'intégrer l'Académie royale militaire de Sandhurst. Il intègre l'armée en 1879 et participe à l'intervention britannique en Égypte en 1882 avant de servir au Soudan. Pendant la guerre des Boers, il commande une brigade qui participe à la marche de Frederick Roberts sur Pretoria et est nommé gouverneur militaire de la ville.

## Commandant en chef en Égypte
Promu au grade de major général en 1906, il prend le commandement des forces britanniques en Égypte en 1908. À la suite de sa promotion au grade de lieutenant général, John Maxwell se retire du service actif. Rappelé en service actif lors du déclenchement de la Première Guerre mondiale, il prend la tête de la mission britannique déléguée au quartier général français. Mais il est rapidement rappelé pour prendre le commandement des troupes anglaise en Égypte. Après l'entrée en guerre de l'Empire ottoman, il repousse une attaque contre le canal de Suez en février 1915 et doit faire face à une révolte fomentée par les Sanussi dans l'ouest de l'Égypte.

## Répression de l'insurrection de Pâques 1916 en Irlande
Après le déclenchement de l’insurrection le 24 avril 1916, John Maxwell est nommé gouverneur militaire d'Irlande avec pour mission de mettre en œuvre la loi martiale afin de ramener l'ordre. À la suite de son arrivée sur l’île le 28 avril, environ 3 400 personnes sont arrêtées et 90 d'entre elles sont condamnées à mort de façon expéditive.

## Fin de carrière
John Maxwell est promu au grade de général en 1919 et prend sa retraite en 1922. Il meurt le 20 février 1929 au Cap en Afrique du Sud.